# Agilulf (le Suève)
Pour les articles homonymes, voir Agilulf (homonymie).
Agilulf (vers 420-482) est un prince suève, probablement fils du prince Hunimund et petit-fils d'Herméric, roi des Suèves en Galice.